# اصل طرد شق ثالث
اصل طرد شق ثالث (به انگلیسی: Law of excluded middle) (به لاتین: tertium non datur) حکم می‌کند که برای هر گزاره، یا خود گزاره صحیح است یا نقیض آن. این اصل در کنار اصل امتناع تناقض و اصل هویت یکی از قوانین سه‌گانۀ تفکر است. با این حال، هیچ‌گونه نظام منطقی‌ای بر اساس این اصول شکل نگرفته‌است. با استفاده از روش نمادگذاری می‌توان آن را اینگونه بازآرائی کرد که اصل طرد شق ثالث می‌گوید که هر گزاره به‌صورت {\displaystyle p\lor {\mathord {\sim }}p} باید همواره درست باشد؛ به عبارت دیگر، این گزاره یک توتولوژی است.